# سید علی مدنی‌زاده
سیّد علی مدنی‌زاده (زادهٔ ۱۳۶۱) اقتصاددان ایرانی است که از ۲۶ خرداد ۱۴۰۴ به عنوان وزیر امور اقتصادی و دارایی فعالیت می‌کند. او دانشیار اقتصاد دانشگاه صنعتی شریف و رئیس دانشکدهٔ مدیریت و اقتصاد این دانشگاه نیز بوده است.

## زندگی
سیّد علی مدنی‌زاده در سال ۱۳۶۱ در ایران متولد شد. وی پس از گذراندن دوران تحصیل ابتدایی، وارد دبیرستان نیکان شد و در این دوره موفق به کسب مدال طلای المپیاد دانش‌آموزی کشوری ریاضی گردید. او در سال ۲۰۰۰ میلادی نیز مدال برنز المپیاد جهانی ریاضی را به دست آورد. مدنی‌زاده تحصیلات دانشگاهی خود را در رشتهٔ مهندسی برق در مقطع کارشناسی و کارشناسی ارشد در دانشگاه صنعتی شریف ادامه داد. سپس برای ادامهٔ تحصیل به ایالات متحدهٔ آمریکا رفت و مدرک کارشناسی ارشد در رشتهٔ ریاضی را از دانشگاه استنفورد دریافت کرد.
با توجه به علاقهٔ شخصی به علوم انسانی، رشتهٔ تحصیلی خود را به اقتصاد تغییر داد و موفق به اخذ مدرک کارشناسی ارشد و دکتری اقتصاد از دانشگاه شیکاگو شد. پس از اتمام تحصیلات، به دلیل دغدغه‌های خانوادگی و علاقه به توسعهٔ ایران، بلافاصله به کشور بازگشت. از آن زمان تاکنون، مدنی‌زاده ضمن فعالیت در حوزهٔ سیاست‌گذاری اقتصادی، به تدریس اقتصاد در دانشگاه صنعتی شریف نیز اشتغال داشته است. زمینه‌های پژوهشی و کاری او شامل اقتصاد کلان، تجارت بین‌الملل، سیاست‌های پولی و بانکی و سازمان‌های صنعتی است.

## سوابق مدیریتی و اجرایی
- رئیس دانشکدهٔ مدیریت و اقتصاد دانشگاه صنعتی شریف
- رئیس گروه مدل‌سازی پژوهشکدهٔ پولی و بانکی بانک مرکزی
- مشاور اقتصادی سازمان برنامه و بودجهٔ کشور
- عضو هیئت عامل سازمان فناوری اطلاعات ایران
- عضو کمیتهٔ نقدینگی بانک مرکزی
- عضو کمیسیون پول و اعتبار بانک مرکزی
- مدیر طرح کلان اصلاح قانون بانک مرکزی
- مدیر طرح کلان اصلاح ساختاری بودجه کشور
- مدیر طرح اقتصاد کلان خروج غیر تورمی از رکود
- مشاور اقتصادی طرح سند تحول دولت

## افتخارات
- کسب جایزهٔ پژوهشگر جوان اقتصاد ایران در سال ۱۳۹۷[۹]
- کسب جایزهٔ رتبهٔ سوم مسابقات جهانی ریاضی دانشجویی در سال ۲۰۰۲[۱۰]
- کسب مدال برنز المپیاد جهانی ریاضی در سال ۲۰۰۰[۴][۵]
- کسب مدال طلای المپیاد ریاضی کشوری در سال ۱۳۷۸
- کسب مدال برنز المپیاد ریاضی کشوری در سال ۱۳۷۷

## کتاب‌ها
- اصلاحات ساختاری بودجه، مؤسسهٔ آینده پژوهی، ۱۴۰۱ (با سید حمید پورمحمدی، نیلوفر دمنه و فرهاد خان‌میرزایی)
- ارزیابی وضعیت و چشم‌انداز بازارهای مالی، مؤسسهٔ عالی آموزش و پژوهش در مدیریت و برنامه‌ریزی، ۱۳۹۸ (با آمینه محمودزاده)
- رکود تورمی: عوامل و راهکارهای خروج (جلد ۱ و ۲)، مؤسسهٔ عالی آموزش و پژوهش در مدیریت و برنامه‌ریزی، ۱۳۹۸ (با محمدحسین رحمتی)